# Даниела Пестова
Даниела Пештова е чешка манекенка.
Тя е родена на 14 октомври 1970 г. в Теплице, Чехия. Според сайта Askmen.com тя е 18-ата по красота на планетата.

## Кариера
В началото на 90-те години на ХХ век Даниела Пештова е открита от модната агенция Madison Modeling Agency's. Даниела се премества в Париж, а след няколко години отива в Ню Йорк. В САЩ кариерата ѝ търпи бързо развитие: за няколко години се превръща в една от най-известните манекенки в света.
Даниела позира за редица списания:GQ, Marie Claire, Космополитън, Glamour and ELLE. Най-запомнящи са обаче снимките ѝ за списание Sports Illustrated – тя три пъти е била на неговата корица: 1995, 2000 и 2006 г. Като модел Даниела е работила и за Викторияс Сикрет и Л'Ореал. Днес тя работи за козметичната компания Avon.

## Личен живот
През 1995 г. Даниела се омъжва за италианеца Томазо Бути, но през 1998 г. те се развеждат. От Бути Даниела има син – Яник. Тя има дъщеря – Ела и син – Пол Хенри от настоящия си партньор – словашкият певец Павол Хабера. Даниела е наричана „хамелеона“ поради факта, че често променя външния си вид. Освен родния си чешки, тя владее руски, италиански, френски и английски.